# Fidena submetallica
Fidena submetallica är en tvåvingeart som först beskrevs av Juan Brèthes 1910.  Fidena submetallica ingår i släktet Fidena och familjen bromsar. Inga underarter finns listade i Catalogue of Life.